# Keep On Running (Milli Vanilli)
Keep On Running è un singolo del gruppo musicale tedesco Milli Vanilli, pubblicato nel 1990.

## Descrizione
Il singolo è stata pubblicato nel mezzo dello "scandalo playback" che ha coinvolto i due frontmen Fab Morvan e Rob Pilatus. Pertanto la prima edizione del singolo è accreditata ai Milli Vanilli, mentre ristampe quasi immediate a ridosso dello scandalo stesso, sono accreditate a The Real Voices of Milli Vanilli, gruppo che vede i cantanti originali che hanno prestato la loro voce su disco presentarsi in prima persona, senza i due frontmen. 
Il singolo, pubblicato in formato 7", 12", CD e musicassetta dalla Hansa nel 1990, ha ottenuto un discreto successo in Europa, ma sull'eco dello scandalo non è stato distribuito negli Stati Uniti, dove i cinque precedenti singoli dei Milli Vanilli erano tutti entrati nella Top 5 della Billboard Hot 100.

## Tracce
7"
1. Keep On Running – 3:58 (Ebony Prince, Frank Farian)
2. The End of Good Times – 3:45 (Frank Farian, M. Applegate, P.G. Wylder)

Durata totale: 7:43
CD
1. Keep On Running – 4:08 (Ebony Prince, Frank Farian)
2. The End of Good Times – 3:39 (Frank Farian, M. Applegate, P.G. Wylder)

Durata totale: 7:47
12"/CD/MC Remix
1. Keep On Running (Club Mix) – 6:40
2. The End Of Good Times – 4:09
3. Keep On Running (Running Man Mix) – 5:41
4. Keep On Running (Radio Version) – 4:04

Durata totale: 20:34
Musicassetta
1. Keep On Running – 3:58 (Ebony Prince, Frank Farian)
2. The End of Good Times – 3:45 (Frank Farian, M. Applegate, P.G. Wylder)
3. Keep On Running – 3:58 (Ebony Prince, Frank Farian)
4. The End of Good Times – 3:45 (Frank Farian, M. Applegate, P.G. Wylder)

Durata totale: 15:26

## Classifiche

### Classifiche settimanali
| Classifica (1990/91) | Posizione massima |
| -------------------- | ----------------- |
| Austria              | 2                 |
| Belgio (Fiandre)     | 14                |
| Finlandia            | 7                 |
| Germania             | 4                 |
| Italia               | 8                 |
| Paesi Bassi          | 7                 |
| Regno Unito          | 76                |
| Svizzera             | 8                 |

### Classifiche di fine anno
| Classifica (1991) | Posizione |
| ----------------- | --------- |
| Austria           | 9         |
| Germania          | 21        |
| Italia            | 57        |